# 赤穂市立図書館
赤穂市立図書館（あこうしりつとしょかん）は、兵庫県赤穂市中広907番地にある公共図書館。

## 歴史

### 加里屋中州時代(1972-2002)

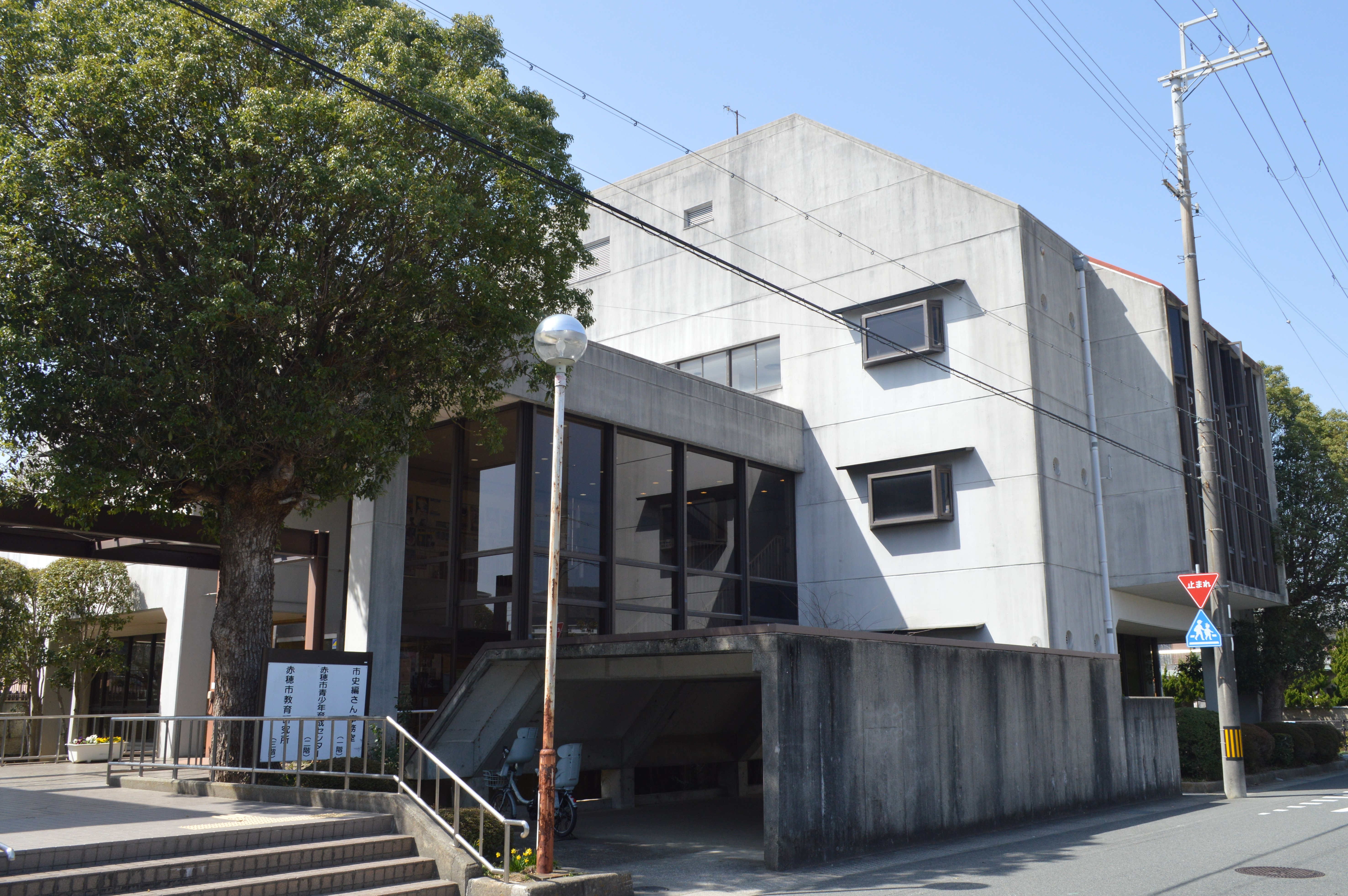
加里屋中州時代の図書館

1972年（昭和47年）7月、国鉄赤穂線播州赤穂駅から南東に徒歩5分の距離にある赤穂市加里屋中州3丁目56番地に赤穂市立図書館が開館した。赤穂市立図書館は兵庫県内15番目の公共図書館である。1970年代前半は兵庫県内の市における図書館設置率が一気に高まった時期であり、同時期に開館した図書館には加西市立図書館（1970年）・加古川市立図書館（1971年）・明石市立図書館（1974年）がある。1974年（昭和49年）5月には図書館の東隣に赤穂市民会館が開館した。
1980年度（昭和55年度）の貸出カード登録率は図書館を有する県内20自治体のうちトップの17.7%であり、1人あたり蔵書冊数は20自治体中2位の1.04冊、1人あたり資料費は20自治体中3位の135円、1人あたり貸出冊数は20自治体中3位の2.44冊だった。1990年度（平成2年度）の1人あたり蔵書冊数は29自治体中12位の1.6冊、1人あたり資料費は29自治体中12位の214円、1人あたり貸出冊数は29自治体中7位の3.4冊だった。
1995年（平成17年）1月17日に発生した阪神・淡路大震災では兵庫県南東部の各自治体図書館が深刻な被害を受けたが、赤穂市立図書館は施設の被害を受けていない。2000年度（平成12年度）の1人あたり蔵書冊数は44自治体中37位の1.8冊、1人あたり貸出冊数は44自治体中28位の3.7冊だった。

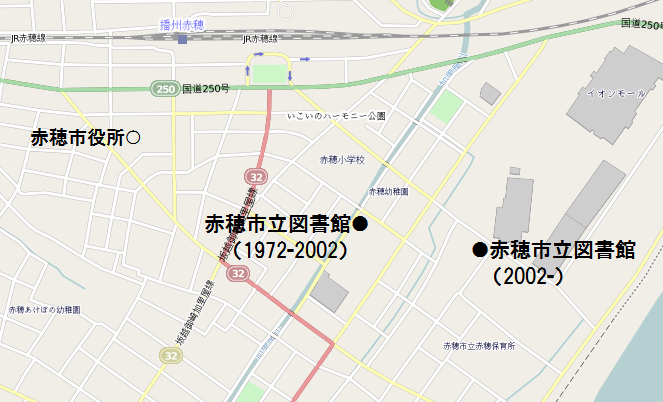
旧館と現行館の位置関係

### 中広時代(2002-)

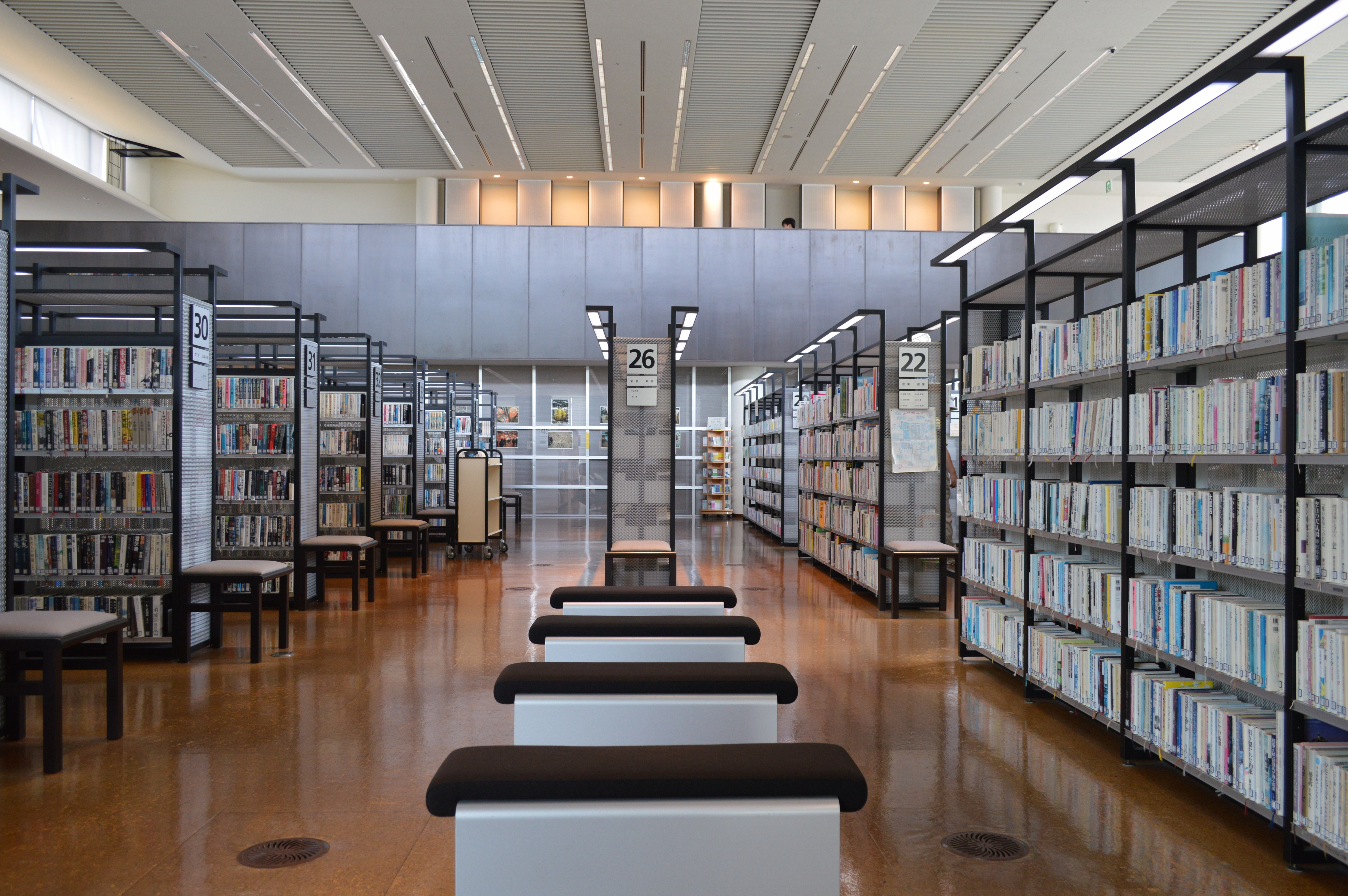
流下式塩田を想起させる1階の書架

加里屋中州の建物が老朽化・狭隘化したため、赤穂市の市制施行50周年（2001年）記念事業として新館の建設が計画された。市民向けのワークショップが開催され、図書館計画施設研究所の菅原峻なども参加して基本計画が策定された。赤穂市中広字北907番地の新館は2001年（平成13年）12月に竣工し、2002年（平成14年）3月3日に開館。
JR赤穂線播州赤穂駅から南東に徒歩10分の距離にある。周辺には1992年（平成4年）開館の赤穂市文化会館などの公共施設、フレスポ赤穂やイオン赤穂店などの商業施設が集中している。新館の総事業費は22億8500万円。2002年度の蔵書数は約98,000点。移転と同時にコンピュータシステムを導入しており、貸出・返却・予約・検索に活用されている。さらに赤穂市内にある9公民館と図書館がネットワークで結ばれた。なお、図書館としての役目を終えた旧館は赤穂市教育委員会生涯学習課市史編さん室が使用している。
2002年にはグッドデザイン賞建築・環境デザイン部門を受賞した。同年には日本建築士事務所協会連合会による建築作品表彰 奨励賞に選ばれ、2003年には照明学会による照明普及賞 優秀施設賞にも選ばれている。移転によって貸出冊数は倍増し、ピークの2010年（平成22年）には年間入場者数237,000人を記録した。2006年度からはこどもの日と文化の日に限って試験的に祝日開館を実施していたが、2010年度からはすべての祝日の開館を開始した。
2010年度の1人あたり蔵書冊数は37自治体中23位の3.3冊、1人あたり貸出冊数は37自治体中17位の6.6冊だった。2013年（平成25年）にはエクスナレッジ社が刊行した『日本の最も美しい図書館』に掲載された。2016年（平成28年）3月には22型ワイドモニターに映す卓上型拡大読書器を新調した。

## 建築

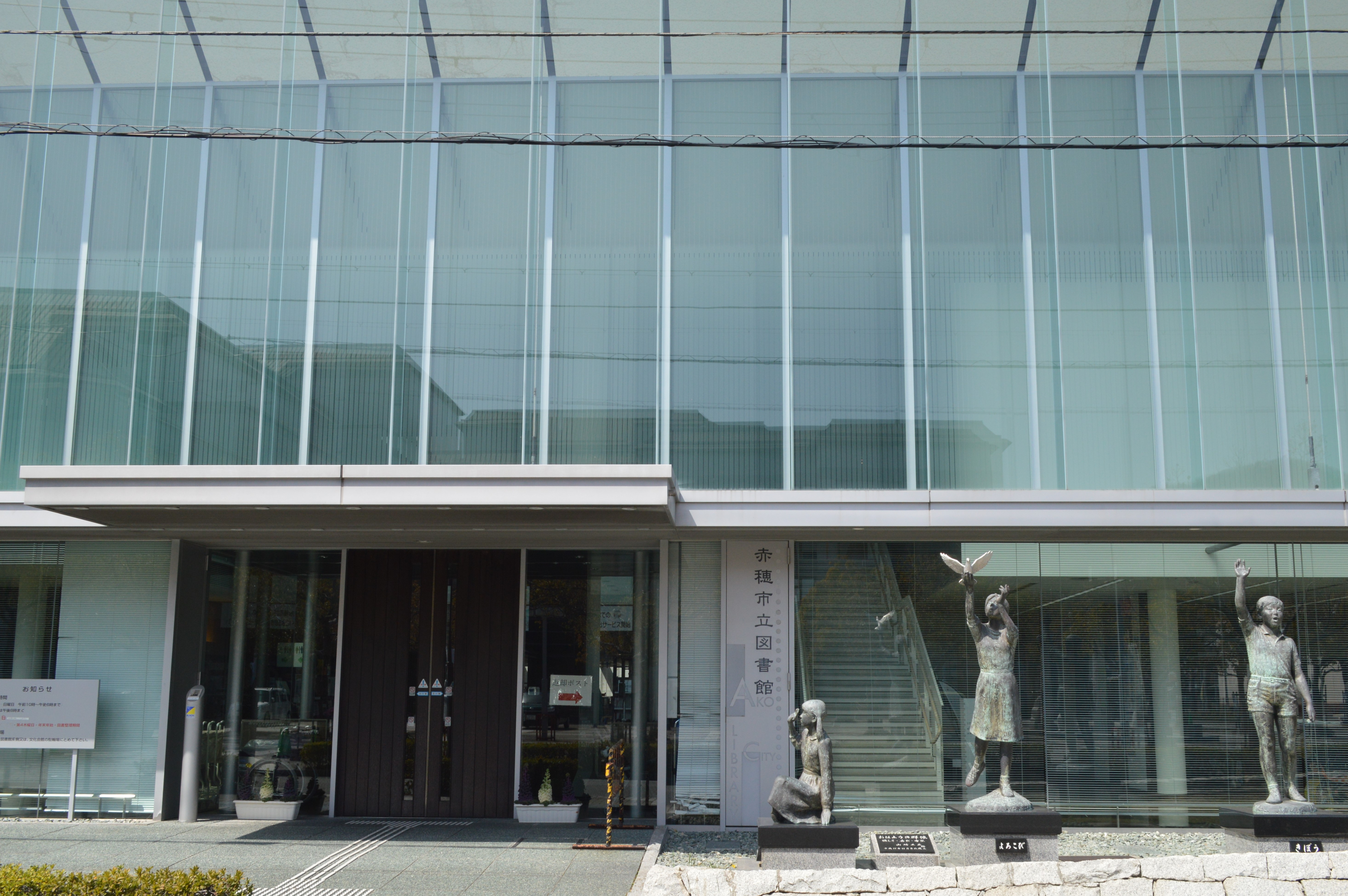
建物入口

現行館の設計は佐藤総合計画関西事務所。鉄骨鉄筋コンクリート造2階建。赤穂城の城下町を想起させるデザインであり、入口のある南側壁面は全面二重ガラス張りである。2階建の館内には大きな吹き抜けがとられており、一般書架室は天井の高い広々とした空間に書架が並んでいる。縦横に並ぶ書架を含めた家具類は、インテリアデザイナーの近藤康夫による。書架は流下式塩田の枝条架を想起させるデザインとなっている。
児童閲覧室にある「おはなしのへや」の窓『水玉の銀河』は現代美術家の草間彌生がデザインした。北側階段近くの壁には赤穂市民が寄贈した奈良美智の彫刻『メルティングムーン』が飾られている。正面玄関には山崎正義の彫刻『おはようの群像』がある。1階と2階のそれぞれに屋外読書テラスが配置されている。

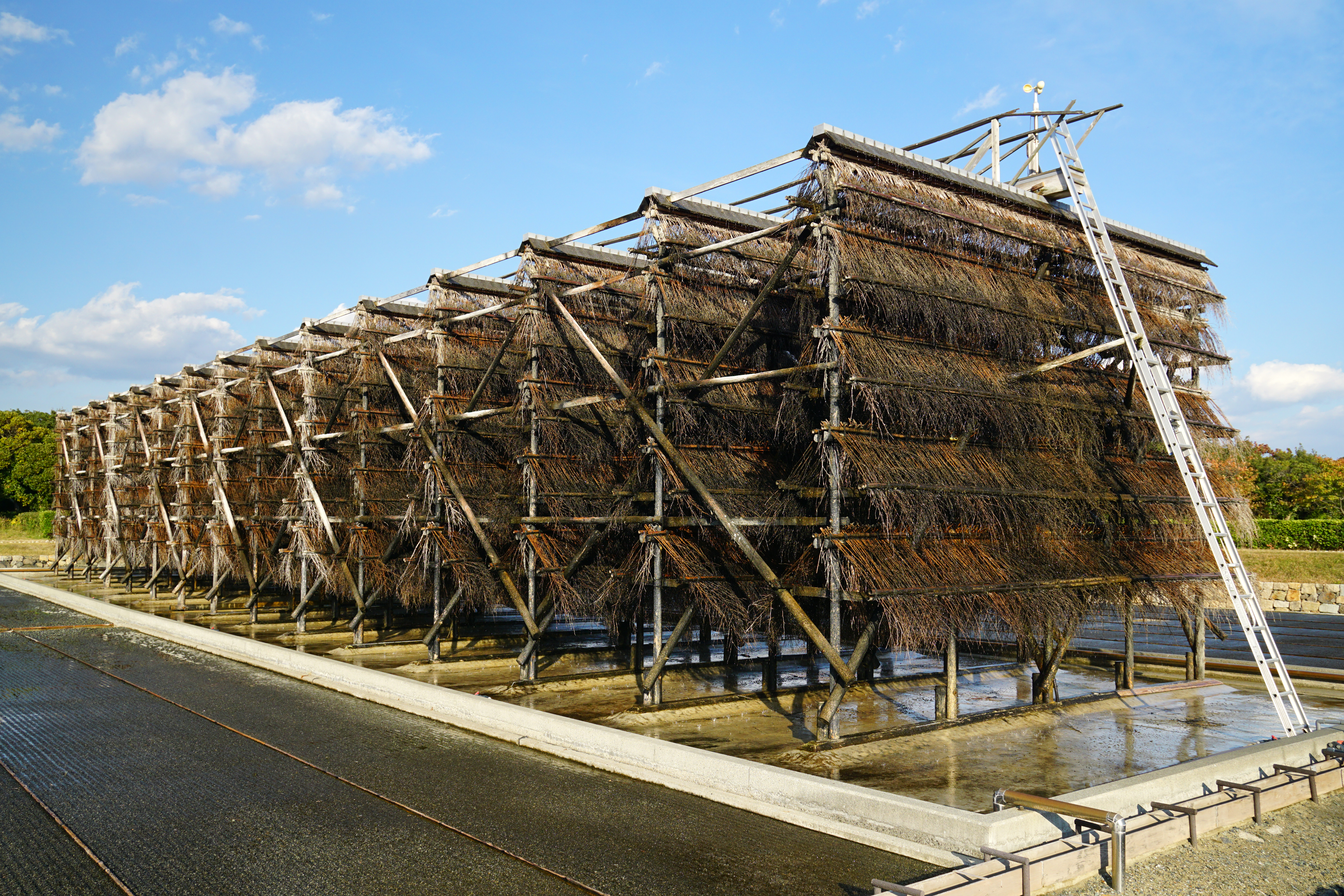
（参考）赤穂市立海洋科学館にある流下式塩田の枝条架模型
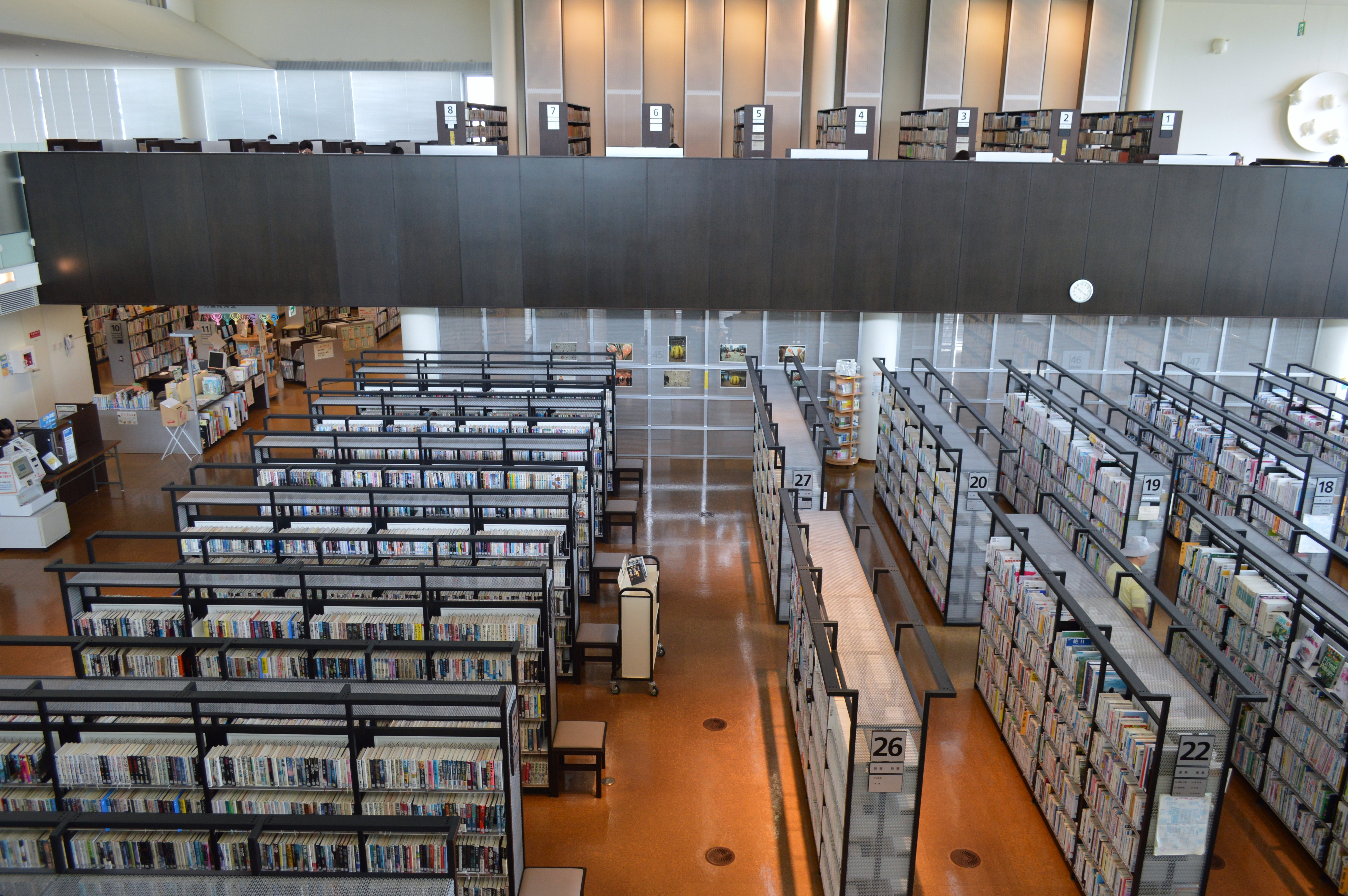
1階の書架と吹き抜け空間
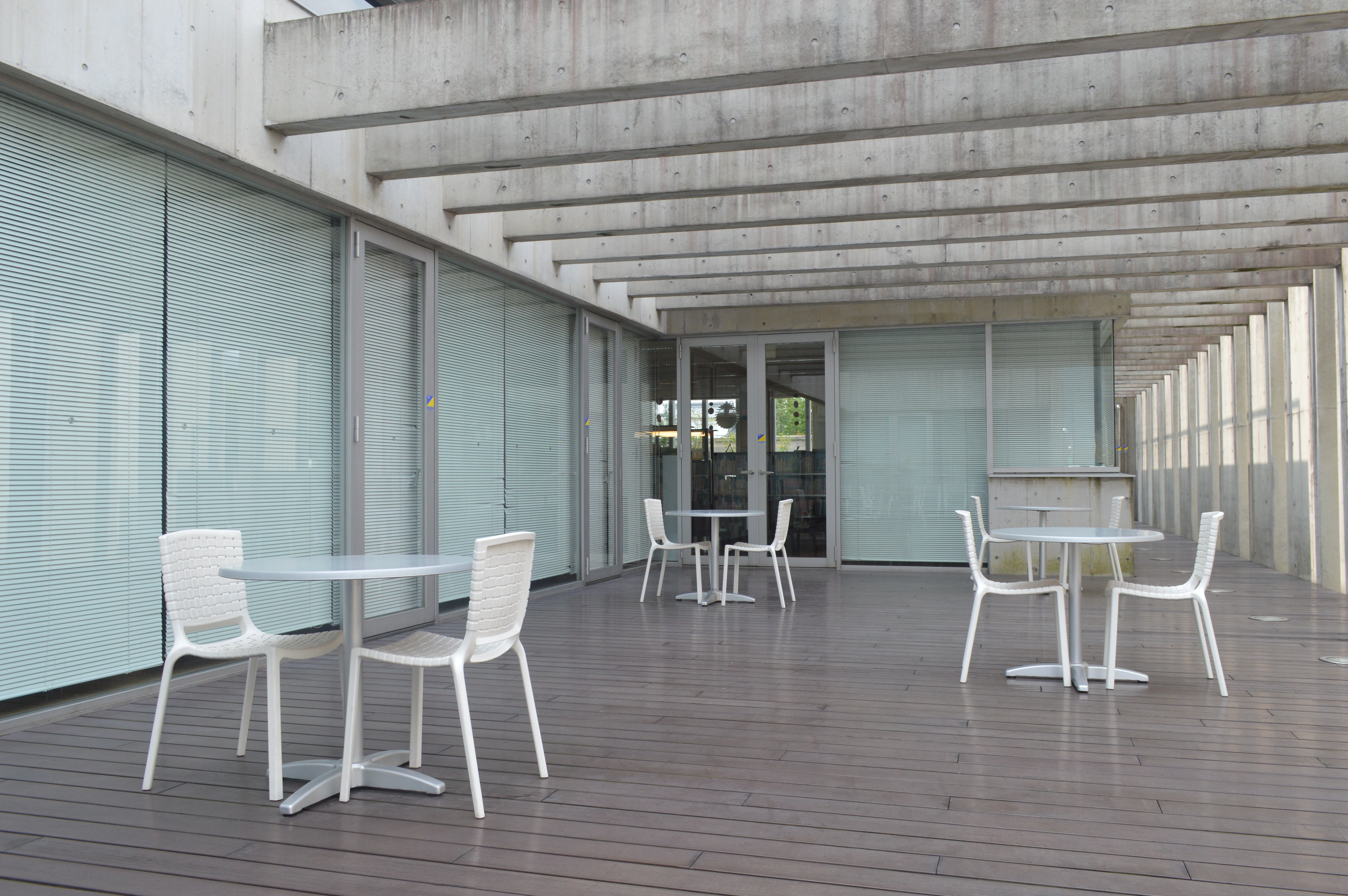
1階東側の屋外テラス
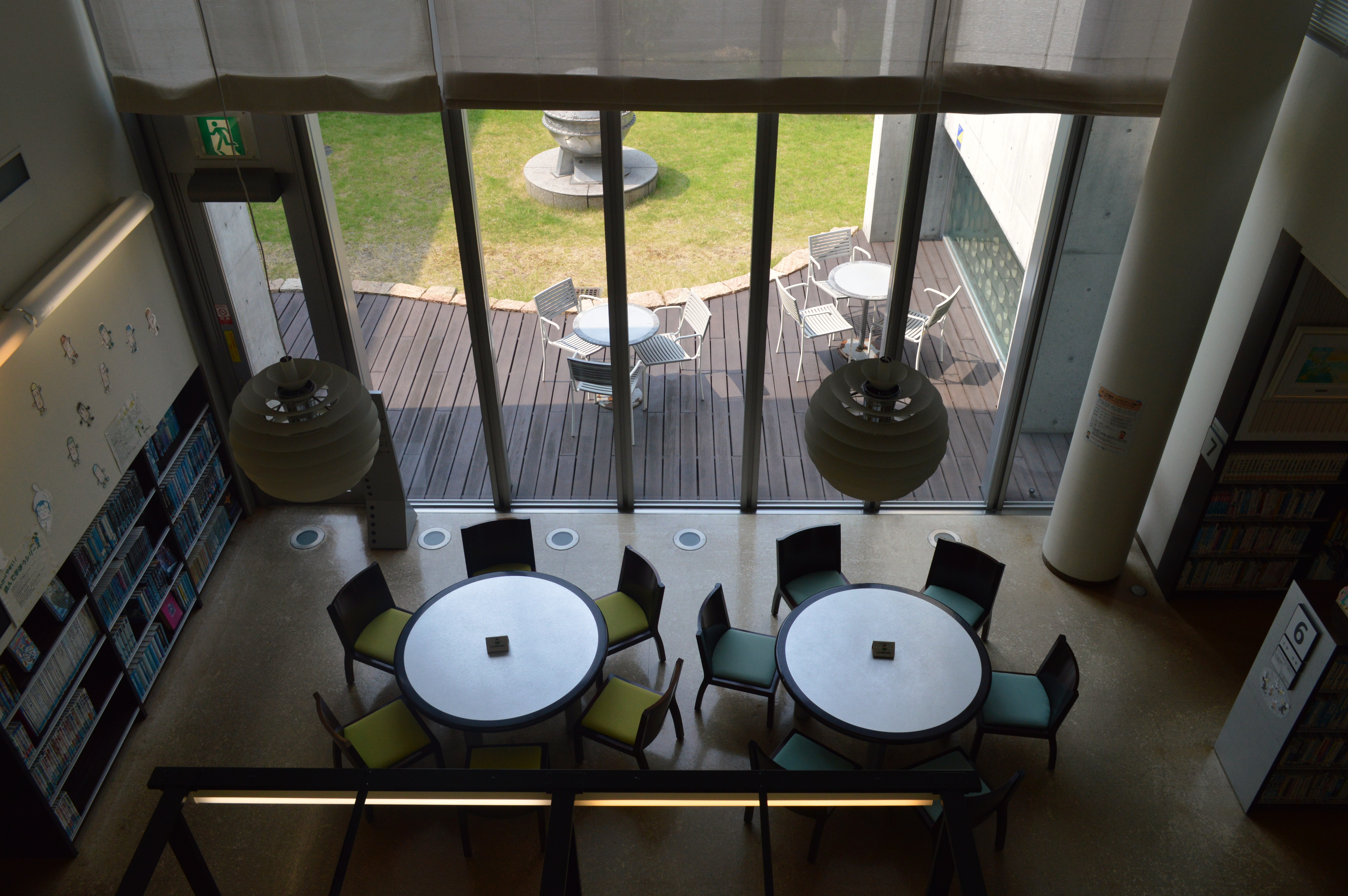
閲覧席と1階北側の屋外テラス

## 特色
2014年度の蔵書冊数は181,699点。購入雑誌数は184タイトル、購入新聞数は14紙。収蔵規模は約28万冊。
建物東側にはブラウジングコーナーがあり、畳が張られたベンチ席なども設置されている。西側にはAVコーナーがあり、CDやDVDが視聴できるブースが10台設置されている。北側には郷土資料や参考図書などを備える地域資料コーナーがあり、赤穂浪士や忠臣蔵に関連する歴史資料が充実している。西側には児童閲覧室がある。

### 館外貸出
- 館外貸出可能者

1. 東備西播定住自立圏・播磨圏域連携中枢都市圏内在住者
2. 赤穂市在学者
3. 赤穂市在勤者

2009年（平成21年）に赤穂市は東備西播定住自立圏（赤穂市・上郡町・岡山県備前市の2市1町）に加盟した。これらの自治体の在住者は貸出カードの登録が可能である。
2015年（平成27年）11月には播磨圏域連携中枢都市圏（姫路市・相生市・加古川市・高砂市・加西市・宍粟市・たつの市・稲美町・播磨町・市川町・福崎町・神河町・太子町・上郡町・佐用町の7市8町）が発足した。2016年4月には播磨圏域連携中枢都市圏に赤穂市が加盟し、これらの自治体の図書館との間で相互利用が可能となった。播磨圏域連携中枢都市圏には37館の公共図書館があり、蔵書数は2016年度時点で計407万冊にのぼる。
公共図書館以外では、赤穂市民は赤穂市内にある関西福祉大学図書館でも館外貸出が可能である。

### 電子図書館
2013年10月には兵庫県の公共図書館として初めて電子図書館サービスを開始した。約250万円をかけてサービスを導入し、初年度には340タイトルを閲覧可能である。図書館公式サイトにある窓口でIDとパスワードを登録して貸出処理を行うと、パソコン、タブレット、スマホなどで一日中閲覧可能となる。閲覧開始から2週間後には自動的に返却処理がなされて読めなくなり、延滞を心配する必要がない。
2013年8月22日時点で電子図書館サービスを導入している図書館は、全国に3,000館以上ある公共図書館の中で11館しかないという。関西地方では2011年の堺市立図書館と有田川町立図書館（和歌山県有田川町）、2012年の大阪市立図書館に次いで早い導入だった。2014年には兵庫県内でも三田市立図書館や小野市立図書館（小野市）が赤穂市立図書館に続いた。2014年8月には、絶版となっていた『赤穂の地名』など3冊の地域資料の電子書籍化を行い、貸出期間や貸出冊数の制限なしに公開を行っている。

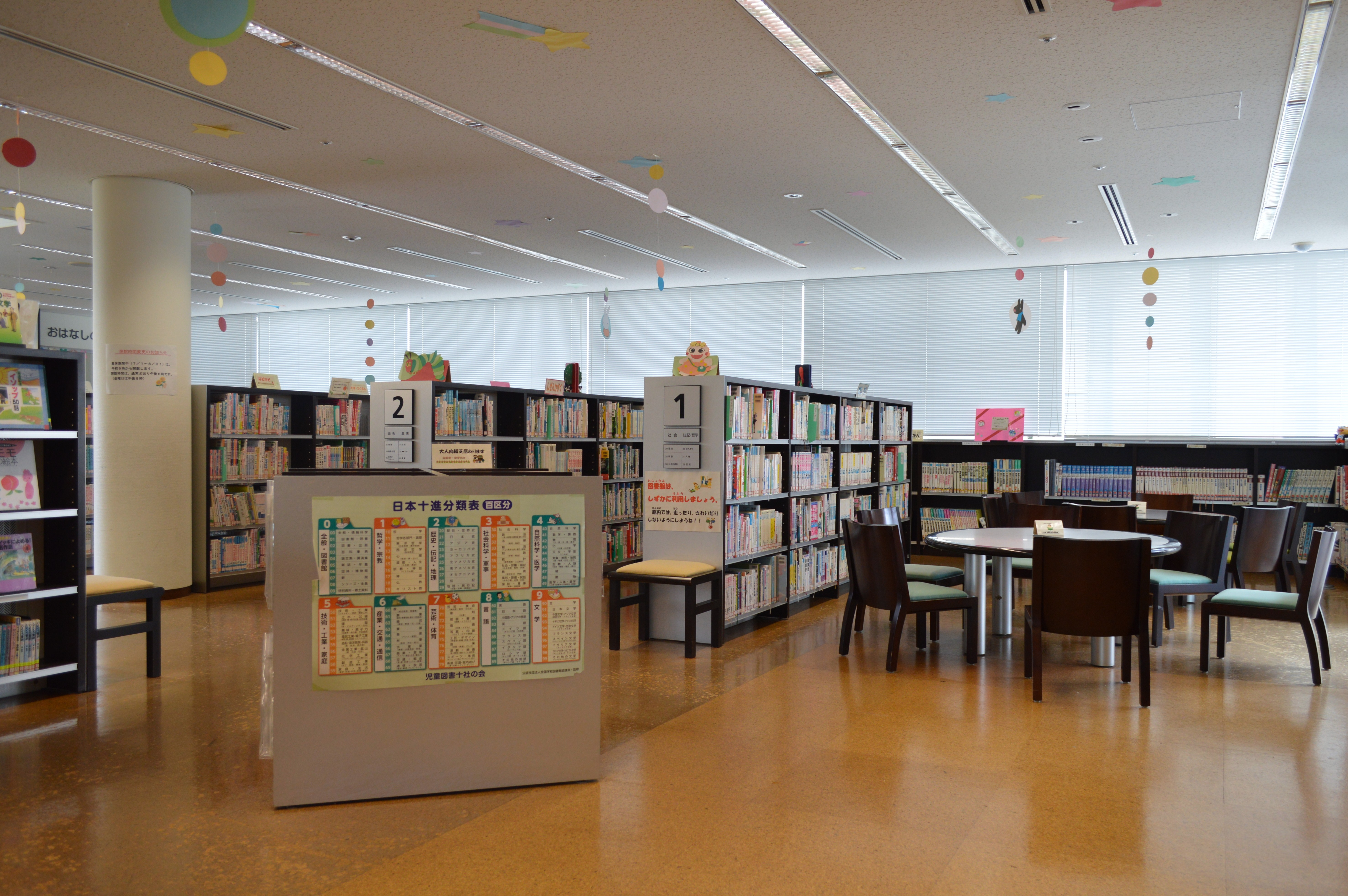
児童閲覧室
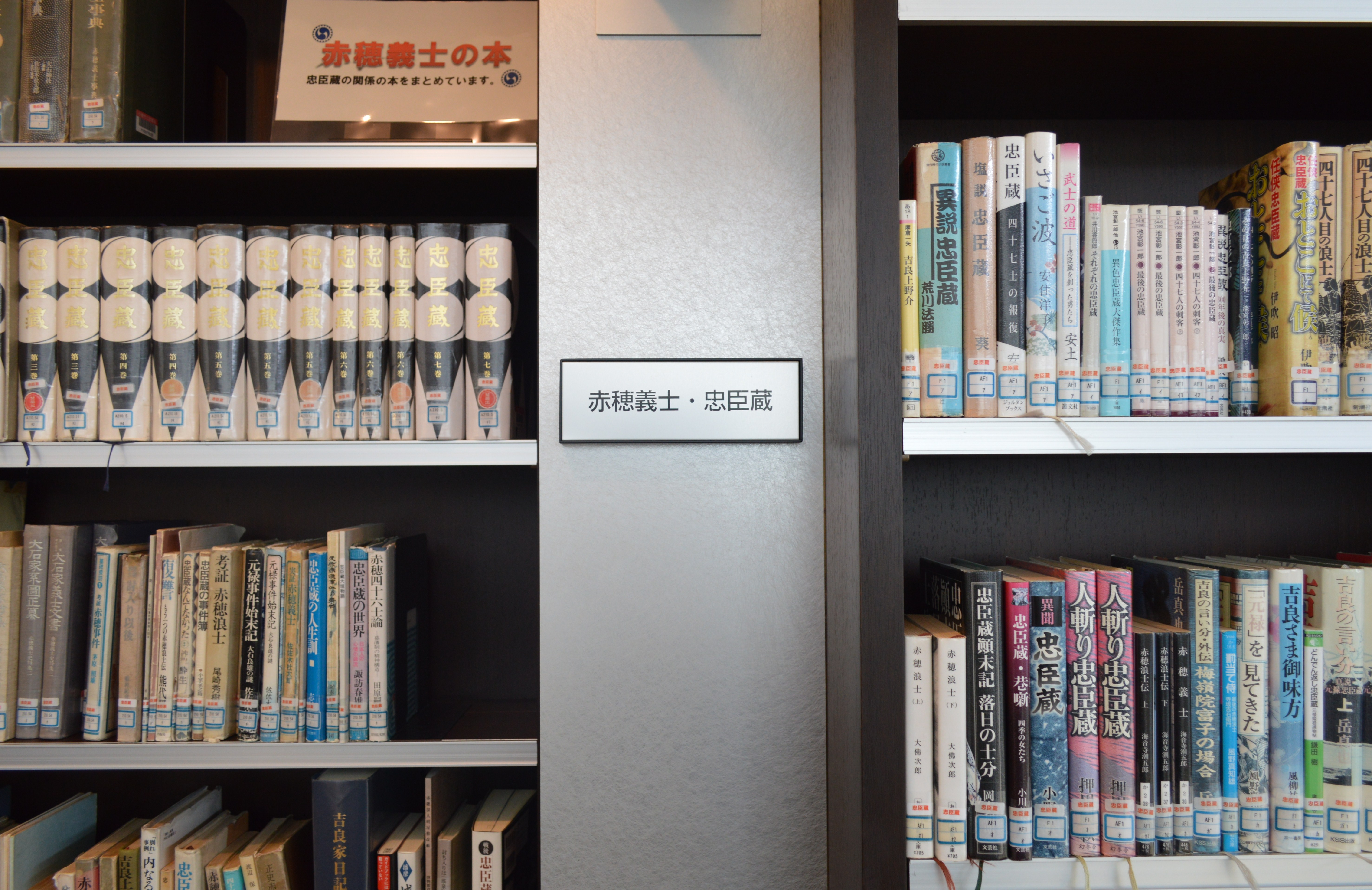
赤穂浪士・忠臣蔵関連文献
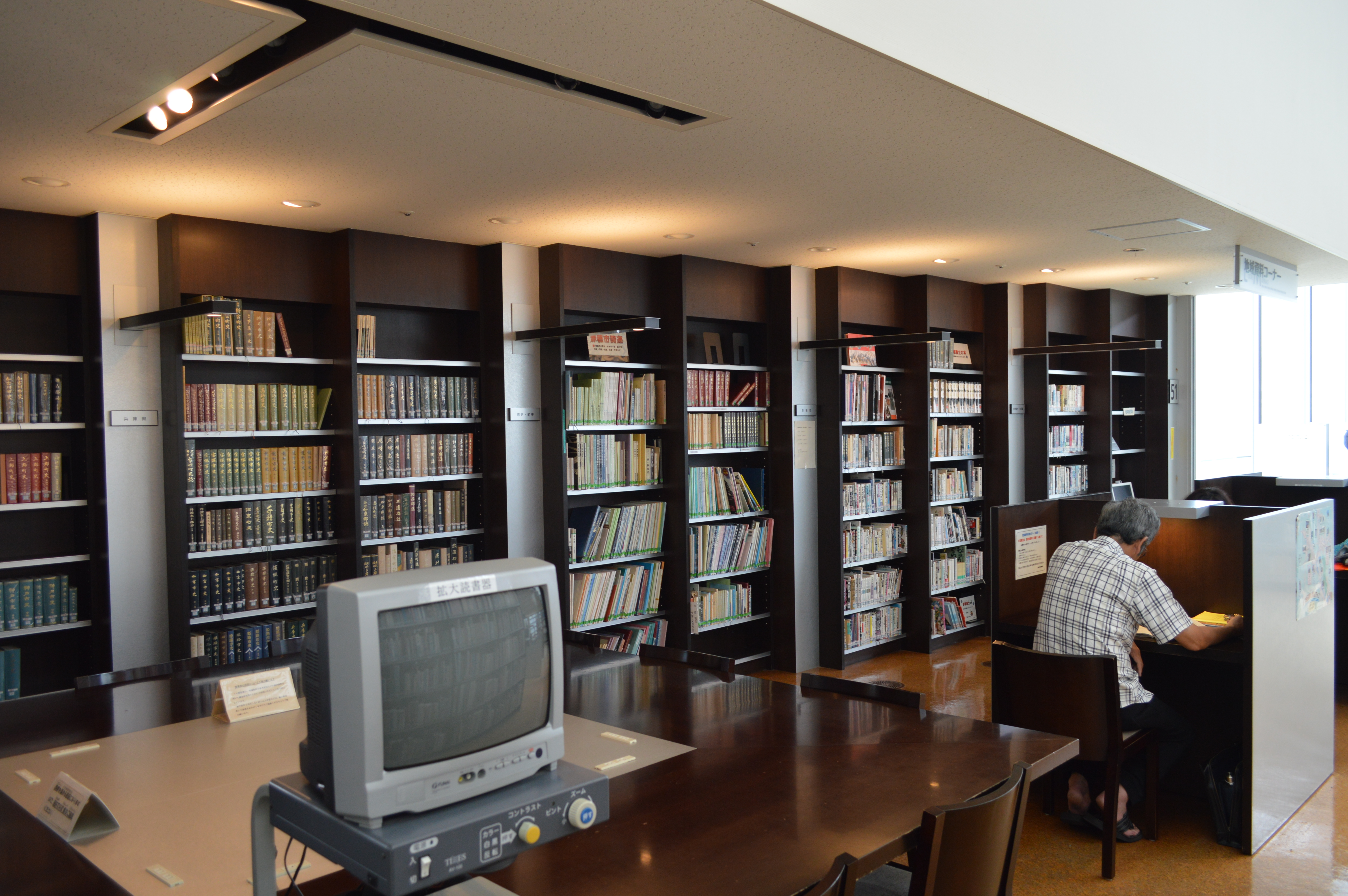
郷土資料コーナー

## 利用案内
- 開館時間 : 午前10時-午後6時（金曜日は午前10時-午後8時）
- 休館日 : 月曜日、第4木曜日、年末年始、図書整理期間
- 貸出制限 : 最大10冊・最大2週間